# Dunkelnberg
Dunkelnberg ist eine Ortslage in der bergischen Großstadt Solingen. Am Dunkelnberg lag das inzwischen abgerissene Stadion am Hermann-Löns-Weg.

## Geographie
Dunkelnberg befindet sich im westlichen Teil des Stadtteils Ohligs und westlich des Ohligser Stadtzentrums am Rande der Ohligser Heide. Der Ort liegt an der Einmündung der Straße Naturpark in die Dunkelnberger Straße. Im Norden befindet sich die Bahnstrecke zwischen Düsseldorf und dem Solinger Hauptbahnhof, außerdem die Orte Pannenschoppen, Honigsheide, Potzhof und Brabant. Im Westen und Süden liegt die Ohligser Heide, der Waldfriedhof Solingen sowie der Ort Hassels, westlich von Dunkelnberg liegen Kovelenberg und Bauermannsheide. Im Osten befinden sich die in der geschlossenen Bebauung aufgegangenen Wohngebiete an der Bockstiege und Piepers sowie Anfang und Klein-Ohligs. Südlich liegt Hackhausen.

## Namensherkunft
Als Dunkelnberg wurde früher ein kleiner Berg zum sogenannten Kiesbuckel hin bezeichnet, die heute noch vorhandene Anhöhe zwischen Erlen- und Dunkelnberger Straße. Von diesem bekam der einstige Bauernhof am Dunkelnberg seinen Namen.

## Geschichte
Die Hofschaft Dunkelnberg lässt sich bis in das frühe 18. Jahrhundert zurückverfolgen, als sie im Jahre 1715 in der Karte Topographia Ducatus Montani, Blatt Amt Solingen, von Erich Philipp Ploennies mit einer Hofstelle verzeichnet und als Dunckelnberg benannt ist. Der Ort gehörte zur Honschaft Schnittert innerhalb des Amtes Solingen. Die Topographische Aufnahme der Rheinlande von 1824 verzeichnet den Ort als Dunkelnberg und die Preußische Uraufnahme von 1844 unbeschriftet. In der Topographischen Karte des Regierungsbezirks Düsseldorf von 1871 ist der Ort ebenso unbeschriftet verzeichnet.
Nach Gründung der Mairien und späteren Bürgermeistereien Anfang des 19. Jahrhunderts gehörte Dunkelnberg zur Bürgermeisterei Merscheid, die 1856 zur Stadt erhoben und im Jahre 1891 in Ohligs umbenannt wurde.  
1815/16 lebten 35, im Jahr 1830 39 Menschen im als Weiler bezeichneten Dunkelnberg. 1832 war der Ort Teil der Honschaft Schnittert innerhalb der Bürgermeisterei Merscheid, dort lag er in der Flur II. (Kovelenberger Heide). Der nach der Statistik und Topographie des Regierungsbezirks Düsseldorf als Hofstadt kategorisierte Ort besaß zu dieser Zeit vier Wohnhäuser und ein landwirtschaftliches Gebäude mit zehn Einwohnern, davon drei katholischen und sieben evangelischen Bekenntnisses. Die Gemeinde- und Gutbezirksstatistik der Rheinprovinz führt den Ort 1871 mit 16 Wohnhäusern und 112 Einwohnern auf. Im Gemeindelexikon für die Provinz Rheinland von 1888 werden für Dunkelnberg 19 Wohnhäuser mit 110 Einwohnern angegeben.
Seit dem ausgehenden 19. Jahrhundert verdichtete sich die Bebauung von Ohligs aus zunehmend in Richtung der Ohligser Heide. Die zahlreichen Einzelhöfe oder Hofschaften gingen in der geschlossenen Wohn- und Gewerbebebauung der Gründerzeit vollständig auf. Dies galt auch in Teilen für Dunkelnberg, wenn auch die Dunkelnberger Straße in westlicher Richtung die Grenze der zusammenhängenden Bebauung der Stadt Ohligs blieb. Die nördlich von Dunkelnberg verlaufende Bahnstrecke Düsseldorf–Ohligs wurde auf dem Abschnitt von Hilden bis Ohligs im Jahre 1894 fertiggestellt. Sie dient seit 1979/80 ausschließlich dem S-Bahn-Verkehr, wird seit Dezember 2022 aber auch vom neuen Düssel-Wupper-Express befahren. 
Im Jahre 1927 wurde nahe Dunkelnberg ein Vogelpark gegründet, der heutige Solinger Vogel- und Tierpark. Nach diesem ist seit dem 26. April 1935 die Straße benannt, die Dunkelnberg mit dem südlich gelegenen Hermann-Löns-Weg verbindet, die Straße Naturpark. Ebenfalls noch vor der Städtevereinigung wurde 1929 südlich von Dunkelnberg das Stadion am Hermann-Löns-Weg als Fußballstadion erbaut. Mit der Städtevereinigung zu Groß-Solingen im Jahre 1929 wurde Dunkelnberg ein Ortsteil Solingens. Seit 1984 steht in Dunkelnberg das aus dem 18. Jahrhundert stammende Fachwerkhaus Naturpark 11, das oben abgebildet ist, unter Denkmalschutz.

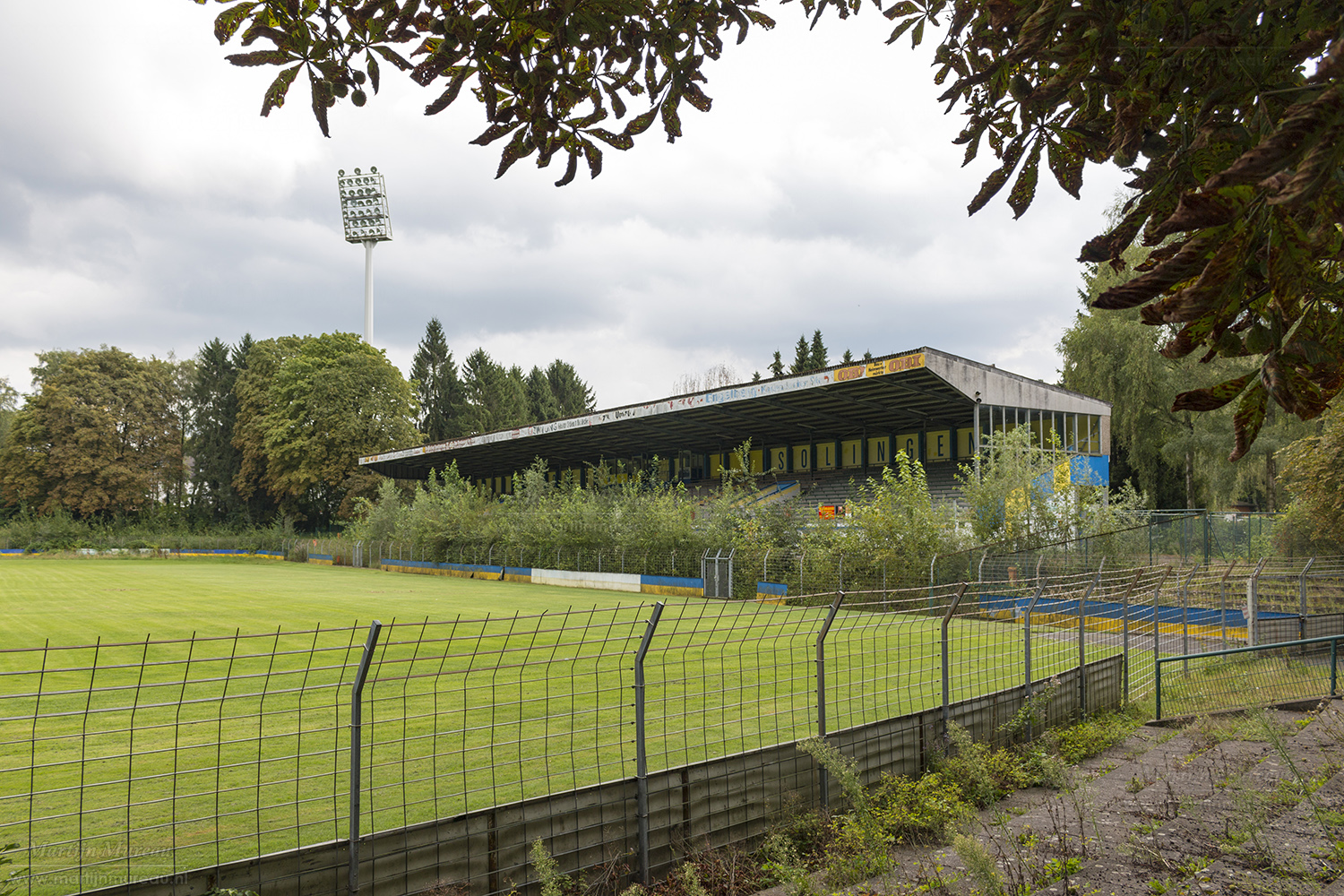
Stadion (2014)

Das Stadion am Hermann-Löns-Weg wurde in baufälligem Zustand im Jahr 2010 geschlossen und im Herbst 2018 abgerissen. An seiner Stelle entsteht bis Ende 2022 ein neues Wohngebiet mit über 100 Wohneinheiten, das den Projekttitel Heimspiel trägt.